# Kamer van volksvertegenwoordigers (samenstelling 2014-2019)
De lijst van leden van de Belgische Kamer van volksvertegenwoordigers van 2014 tot 2019. De Kamer van volksvertegenwoordigers telt 150 leden die verkozen zijn in de verkiezingen van 25 mei 2014. Het federale kiesstelsel is gebaseerd op algemeen enkelvoudig stemrecht voor alle Belgen van 18 jaar en ouder, volgens een systeem van evenredige vertegenwoordiging op basis van de methode-D'Hondt, gecombineerd met een districtenstelsel en met een kiesdrempel van 5%.
De legislatuur liep van 19 juni 2014 tot 25 april 2019 en controleerde de werking van de regering-Michel I (11 oktober 2014 - 9 december 2018), bestaande uit MR, N-VA, CD&V en Open Vld en de regering-Michel II (vanaf 9 december 2018) bestaande uit MR, CD&V en Open Vld. De oppositiepartijen zijn dus PS, sp.a, cdH, Ecolo, Groen, Vlaams Belang, FDF, PTB-go!, PP, sinds oktober 2016 Vuye&Wouters, een afsplitsing van de N-VA, en sinds december 2018 de N-VA.
De 54ste legislatuur van de Kamer volgde uit de verkiezingen van 25 mei 2014.

## Achtergrond

### Zetelverdeling
De Kamer van volksvertegenwoordigers telt 150 leden (artikel 63, §1 van de Belgische Grondwet). Het stemmenaantal is een eerste bepalende factor voor de zetelverdeling. Het kiesstelsel en het D'Hondt-kiessysteem zijn een tweede en derde bepalende factor voor de zetelverdeling. Het kiesstelsel voorziet geen verhoudingsgewijze zetelverdeling op basis van de totale stemmenaantal binnen één nationale kiesomschrijving, waarbij elke uitgebrachte stem een gelijke waarde heeft in de bepaling van de zetelsterkte van de deelnemende kieslijsten. Dat gebeurt namelijk via een getrapt systeem van regionale kieskringen of kiesarrondissementen. Die kieskringen krijgen elk een te verdelen aantal zetels toebedeeld, op basis van de bevolkingsomvang. Zo zijn er momenteel 11 kieskringen voor federale parlementsverkiezingen (Kamer van volksvertegenwoordigers). De kiesarrondissementen lopen gelijk met de provinciegrenzen, met aanvulling van het provincieloze kiesarrondissement Brussel-Hoofdstad. Voor de verkiezingen van 2014 was de verdeling als volgt:
- kiesarrondissement Antwerpen: 24 zetels
- kiesarrondissement Oost-Vlaanderen: 20 zetels
- kiesarrondissement Henegouwen: 18 zetels (−1 ten opzichte van 2010)[1]
- kiesarrondissement West-Vlaanderen: 16 zetels
- kiesarrondissement Brussel-Hoofdstad: 15 zetels (tot 2014 22 zetels in de sinds 2014 opgeheven kieskring Brussel-Halle-Vilvoorde)[1]
- kiesarrondissement Luik: 15 zetels
- kiesarrondissement Vlaams-Brabant: 15 zetels (voorheen 7 zetels in de kieskring Leuven)[1]
- kiesarrondissement Limburg: 12 zetels
- kiesarrondissement Namen: 6 zetels
- kiesarrondissement Waals-Brabant: 5 zetels
- kiesarrondissement Luxemburg: 4 zetels

## Zittingen
De 54ste legislatuur (2014-2019), de eerste met een normale duur van vijf in plaats van vier jaar, loopt sinds 19 juni 2014. Ze komt van rechtswege bijeen ieder jaar de tweede dinsdag van oktober (Art. 44 GW):
| Zitting               | Opening         | Sluiting        |
| --------------------- | --------------- | --------------- |
| buitengewone zitting  | 19 juni 2014    | 13 oktober 2014 |
| 2de zitting 2014-2015 | 14 oktober 2014 | 12 oktober 2015 |
| 3de zitting 2015-2016 | 13 oktober 2015 | 10 oktober 2016 |
| 4de zitting 2016-2017 | 11 oktober 2016 | 9 oktober 2017  |
| 5de zitting 2017-2018 | 10 oktober 2017 | 8 oktober 2018  |
| 6de zitting 2018-2019 | 9 oktober 2018  | 25 april 2019   |

## Samenstelling
De Kamer is politiek ingedeeld in fracties. Een fractie moet minstens uit vijf leden bestaan om erkend te worden.
| Begin legislatuur (2014) | Begin legislatuur (2014) | Begin legislatuur (2014) | Einde legislatuur (2019) | Einde legislatuur (2019) | Einde legislatuur (2019) |
| Fractie                  | Fractie                  | Zetels                   | Fractie                  | Fractie                  | Zetels                   |
| ------------------------ | ------------------------ | ------------------------ | ------------------------ | ------------------------ | ------------------------ |
|                          | N-VA                     | 33                       |                          | N-VA                     | 31                       |
|                          | PS                       | 23                       |                          | PS                       | 23                       |
|                          | MR                       | 20                       |                          | MR                       | 20                       |
|                          | CD&V                     | 18                       |                          | CD&V                     | 17                       |
|                          | Open Vld                 | 14                       |                          | Open Vld                 | 14                       |
|                          | sp.a                     | 13                       |                          | sp.a                     | 13                       |
|                          | Ecolo/Groen              | 12                       |                          | Ecolo/Groen              | 12                       |
|                          | cdH                      | 9                        |                          | cdH                      | 9                        |
| Fractieloze leden        |                          |                          |                          |                          |                          |
|                          | Vlaams Belang            | 3                        |                          | Vlaams Belang            | 3                        |
|                          | FDF                      | 2                        |                          | DéFI                     | 2                        |
|                          | PTB-go!                  | 2                        |                          | PTB-go!                  | 2                        |
|                          | PP                       | 1                        |                          | Vuye&Wouters             | 2                        |
|                          |                          |                          |                          | PP                       | 1                        |
|                          |                          |                          |                          | Onafhankelijke           | 1                        |

Wijzigingen in fractiesamenstelling:
- In oktober 2016 verlaten Hendrik Vuye en Veerle Wouters de N-VA. Ze vormen voortaan samen Vuye&Wouters, waardoor de N-VA-fractie vanaf dan 31 leden telt. De meerderheid van de regering-Michel I nam hierdoor af van 85 naar 83 zetels.
- In 2019 verlaat Veli Yüksel de CD&V-fractie. Hij zetelt vanaf dan als onafhankelijke.

## Lijst van volksvertegenwoordigers
| Volksvertegenwoordiger    | Fractie         | Kieskring         | Taalgroep  | Opmerkingen |
| ------------------------- | --------------- | ----------------- | ---------- | --- |
| Meyrem Almaci             | Groen           | Antwerpen         | Nederlands | |
| Rita Bellens              | N-VA            | Antwerpen         | Nederlands | |
| Kristof Calvo             | Groen           | Antwerpen         | Nederlands | Voorzitter van de Ecolo-Groen-fractie tot 1 juli 2015, van 1 september 2016 tot 1 september 2017 en vanaf 14 november 2018. |
| Monica De Coninck         | sp.a            | Antwerpen         | Nederlands | |
| Zuhal Demir               | N-VA            | Antwerpen         | Nederlands | Werd van 9 maart 2017 tot 9 december 2018 als staatssecretaris in de federale regering-Michel I vervangen door Wim Van der Donckt. |
| Peter De Roover           | N-VA            | Antwerpen         | Nederlands | Van 23 oktober tot 6 november 2014 voorzitter van de commissie Binnenlandse Zaken, Algemene Zaken en Openbaar Ambt, van 6 november 2014 tot 21 januari 2016 voorzitter van de commissie Herziening van de Grondwet en Hervorming der Instellingen en vanaf 21 januari 2016 voorzitter van de N-VA-fractie.         |
| Maya Detiège              | sp.a            | Antwerpen         | Nederlands | |
| Bart De Wever             | N-VA            | Antwerpen         | Nederlands | |
| Filip Dewinter            | Vlaams Belang   | Antwerpen         | Nederlands | |
| Sophie De Wit             | N-VA            | Antwerpen         | Nederlands | |
| David Geerts              | sp.a            | Antwerpen         | Nederlands | |
| Jan Jambon                | N-VA            | Antwerpen         | Nederlands | Werd van 14 oktober 2014 tot 9 december 2018 als minister in de federale regering-Michel I vervangen door Johan Klaps. Jambon was tot 11 oktober 2014 voorzitter van de N-VA-fractie. |
| Nahima Lanjri             | CD&V            | Antwerpen         | Nederlands | |
| Koen Metsu                | N-VA            | Antwerpen         | Nederlands | |
| Jan Penris                | Vlaams Belang   | Antwerpen         | Nederlands | Vervangt vanaf 19 juni 2014 Marijke Dillen, die beslist om niet te zetelen. |
| Griet Smaers              | CD&V            | Antwerpen         | Nederlands | |
| Frank Wilrycx             | Open Vld        | Antwerpen         | Nederlands | Vervangt sinds 3 mei 2018 Annemie Turtelboom, die lid wordt van de Europese Rekenkamer. Eerder verving hij van 30 juli 2014 tot 29 april 2016 Turtelboom toen die minister was in de Vlaamse Regering-Bourgeois.                                                                                                   |
| Yoleen Van Camp           | N-VA            | Antwerpen         | Nederlands | |
| Rob Van de Velde          | N-VA            | Antwerpen         | Nederlands | |
| Jef Van den Bergh         | CD&V            | Antwerpen         | Nederlands | |
| Dirk Van Mechelen         | Open Vld        | Antwerpen         | Nederlands | Bureaulid vanaf 14 oktober 2014. |
| Valerie Van Peel          | N-VA            | Antwerpen         | Nederlands | |
| Servais Verherstraeten    | CD&V            | Antwerpen         | Nederlands | Vanaf 14 oktober 2014 voorzitter van de CD&V-fractie. |
| Bert Wollants             | N-VA            | Antwerpen         | Nederlands | |
| Siegfried Bracke          | N-VA            | Oost-Vlaanderen   | Nederlands | Tot 14 oktober 2014 voorzitter van de commissie Binnenlandse Zaken, Algemene Zaken en Openbaar Ambt, voorzitter van de Kamer vanaf 14 oktober 2014 en van 23 oktober tot 6 november 2014 voorzitter van de commissie Herziening van de Grondwet en Hervorming der Instellingen.                                    |
| Peter Buysrogge           | N-VA            | Oost-Vlaanderen   | Nederlands | |
| Vincent Van Peteghem      | CD&V            | Oost-Vlaanderen   | Nederlands | Vervangt vanaf 10 november 2016 Sarah Claerhout, die uit CD&V stapt en haar zetel aan haar partij teruggeeft. Claerhout zelf verving 14 oktober 2014 Pieter De Crem, die staatssecretaris in de federale regering-Michel I werd.                                                                                   |
| Peter Dedecker            | N-VA            | Oost-Vlaanderen   | Nederlands | |
| Christoph D'Haese         | N-VA            | Oost-Vlaanderen   | Nederlands | |
| Leen Dierick              | CD&V            | Oost-Vlaanderen   | Nederlands | |
| Katja Gabriëls            | Open Vld        | Oost-Vlaanderen   | Nederlands | Vervangt vanaf 14 oktober 2014 Alexander De Croo, die minister in de federale regering-Michel I werd |
| Egbert Lachaert           | Open Vld        | Oost-Vlaanderen   | Nederlands | |
| Barbara Pas               | Vlaams Belang   | Oost-Vlaanderen   | Nederlands | |
| Fatma Pehlivan            | sp.a            | Oost-Vlaanderen   | Nederlands | |
| Sarah Smeyers             | N-VA            | Oost-Vlaanderen   | Nederlands | Bureaulid tot 21 januari 2016. |
| Ine Somers                | Open Vld        | Oost-Vlaanderen   | Nederlands | |
| Karin Temmerman           | sp.a            | Oost-Vlaanderen   | Nederlands | Voorzitter van de sp.a-fractie tot 2 oktober 2015 en vanaf 3 maart 2016 bureaulid. |
| Goedele Uyttersprot       | N-VA            | Oost-Vlaanderen   | Nederlands | |
| Carina Van Cauter         | Open Vld        | Oost-Vlaanderen   | Nederlands | Voorzitter van de Open Vld-fractie van 17 juli tot 14 oktober 2014. |
| Dirk Van der Maelen       | sp.a            | Oost-Vlaanderen   | Nederlands | Bureaulid tot 14 oktober 2014 en voorzitter van de commissie Buitenlandse Betrekkingen. |
| Stefaan Van Hecke         | Groen           | Oost-Vlaanderen   | Nederlands | Bureaulid. |
| Stefaan Vercamer          | CD&V            | Oost-Vlaanderen   | Nederlands | |
| Evita Willaert            | Groen           | Oost-Vlaanderen   | Nederlands | |
| Veli Yüksel               | CD&V            | Oost-Vlaanderen   | Nederlands | Zetelt vanaf 14 maart 2019 als onafhankelijke. |
| Philippe Blanchart        | PS              | Henegouwen        | Frans      | |
| Christian Brotcorne       | cdH             | Henegouwen        | Frans      | Tot 30 juli 2014 toegevoegd bureaulid en van 30 juli tot 14 oktober 2014 voorzitter van de cdH-fractie. |
| Olivier Chastel           | MR              | Henegouwen        | Frans      | |
| Paul-Olivier Delannois    | PS              | Henegouwen        | Frans      | |
| Laurent Devin             | PS              | Henegouwen        | Frans      | |
| Elio Di Rupo              | PS              | Henegouwen        | Frans      | |
| Isabelle Galant           | MR              | Henegouwen        | Frans      | Vervangt vanaf 24 augustus 2017 Denis Ducarme, die minister in de federale Regering-Michel I werd. Ducarme was tot 14 oktober 2014 voorzitter van de commissie belast met de Problemen Inzake Handels- en Economisch Recht en van 14 oktober 2014 tot 28 juli 2017 voorzitter van de MR-fractie.                   |
| Jean-Jacques Flahaux      | MR              | Henegouwen        | Frans      | |
| Catherine Fonck           | cdH             | Henegouwen        | Frans      | Voorzitter van de cdH-fractie tot 22 juli 2014 en vanaf 14 oktober 2014. |
| Benoît Friart             | MR              | Henegouwen        | Frans      | |
| Olivier Henry             | PS              | Henegouwen        | Frans      | Vervangt vanaf 24 mei 2018 Eric Massin, die voltijds OCMW-voorzitter van Charleroi wordt. |
| Richard Miller            | MR              | Henegouwen        | Frans      | Vervangt vanaf 14 oktober 2014 Marie-Christine Marghem, die minister in de federale regering-Michel I werd. Marghem was tot 11 oktober 2014 voorzitter van de commissie Justitie. |
| Jean-Marc Nollet          | Ecolo           | Henegouwen        | Frans      | Voorzitter van de Ecolo-Groen-fractie van 1 juli 2015 tot 1 september 2016 en van 1 september 2017 tot 9 november 2018. |
| Özlem Özen                | PS              | Henegouwen        | Frans      | |
| Daniel Senesael           | PS              | Henegouwen        | Frans      | |
| Eric Thiébaut             | PS              | Henegouwen        | Frans      | |
| Marco Van Hees            | PTB-go!         | Henegouwen        | Frans      | |
| Fabienne Winckel          | PS              | Henegouwen        | Frans      | |
| Hendrik Bogaert           | CD&V            | West-Vlaanderen   | Nederlands | |
| An Capoen                 | N-VA            | West-Vlaanderen   | Nederlands | |
| Koenraad Degroote         | N-VA            | West-Vlaanderen   | Nederlands | |
| Franky Demon              | CD&V            | West-Vlaanderen   | Nederlands | |
| Roel Deseyn               | CD&V            | West-Vlaanderen   | Nederlands | |
| Wouter De Vriendt         | Groen           | West-Vlaanderen   | Nederlands | |
| Daphné Dumery             | N-VA            | West-Vlaanderen   | Nederlands | |
| Rita Gantois              | N-VA            | West-Vlaanderen   | Nederlands | |
| Sandrine De Crom          | Open Vld        | West-Vlaanderen   | Nederlands | Vervangt vanaf 6 december 2018 Sabien Lahaye-Battheu, die gedeputeerde van de provincie West-Vlaanderen wordt. |
| Nathalie Muylle           | CD&V            | West-Vlaanderen   | Nederlands | |
| Alain Top                 | sp.a            | West-Vlaanderen   | Nederlands | |
| Annick Lambrecht          | sp.a            | West-Vlaanderen   | Nederlands | Vervangt vanaf 12 januari 2017 Johan Vande Lanotte, die voltijds burgemeester van Oostende wordt. Vande Lanotte was bureaulid van 14 oktober 2014 tot 3 maart 2016. |
| Youro Casier              | sp.a            | West-Vlaanderen   | Nederlands | Vervangt vanaf 13 december 2017 Ann Vanheste, die voltijds burgemeester van De Panne wordt. |
| Vincent Van Quickenborne  | Open Vld        | West-Vlaanderen   | Nederlands | Vanaf 23 oktober 2014 voorzitter van de commissie Sociale Zaken. |
| Jan Vercammen             | N-VA            | West-Vlaanderen   | Nederlands | |
| Brecht Vermeulen          | N-VA            | West-Vlaanderen   | Nederlands | Vanaf 6 november 2014 voorzitter van de commissie Binnenlandse Zaken, Algemene Zaken en Openbaar Ambt. |
| Nawal Ben Hamou           | PS              | Brussel-Hoofdstad | Frans      | |
| Véronique Caprasse        | FDF             | Brussel-Hoofdstad | Frans      | |
| Georges Dallemagne        | cdH             | Brussel-Hoofdstad | Frans      | Vervangt vanaf 30 juli 2014 Céline Fremault, die minister in de Brusselse regering-Vervoort II wordt |
| Francis Delpérée          | cdH             | Brussel-Hoofdstad | Frans      | Vanaf 14 oktober 2014 toegevoegd bureaulid. |
| Véronique Waterschoot     | Ecolo           | Brussel-Hoofdstad | Frans      | Vervangt vanaf 6 december 2018 Benoit Hellings, die schepen van Brussel wordt. |
| Emir Kir                  | PS              | Brussel-Hoofdstad | Frans      | |
| Gilles Vanden Burre       | Ecolo           | Brussel-Hoofdstad | Frans      | Vervangt vanaf 28 mei 2015 Zakia Khattabi, die partijvoorzitter van Ecolo wordt. |
| Ahmed Laaouej             | PS              | Brussel-Hoofdstad | Frans      | Voorzitter van de PS-fractie vanaf 26 september 2017. |
| Karine Lalieux            | PS              | Brussel-Hoofdstad | Frans      | Tot 23 oktober 2014 voorzitter van de commissie Bedrijfsleven, Wetenschapsbeleid, Onderwijs, Nationale Wetenschappelijke en Culturele Instellingen, Middenstand en Landbouw en vanaf 23 oktober 2014 voorzitter van de commissie Infrastructuur, Verkeer en Overheidsbedrijven.                                    |
| Olivier Maingain          | FDF             | Brussel-Hoofdstad | Frans      | |
| Laurette Onkelinx         | PS              | Brussel-Hoofdstad | Frans      | Voorzitter van de PS-fractie van 14 oktober 2014 tot 26 september 2017. |
| Philippe Pivin            | MR              | Brussel-Hoofdstad | Frans      | |
| Françoise Schepmans       | MR              | Brussel-Hoofdstad | Frans      | Ondervoorzitter. |
| Damien Thiéry             | MR              | Brussel-Hoofdstad | Frans      | |
| Gautier Calomne           | MR              | Brussel-Hoofdstad | Frans      | Vervangt vanaf 22 september 2015 Sophie Wilmès, die minister wordt in de federale regering-Michel I. Wilmès zelf verving vanaf 11 oktober 2014 Didier Reynders, die ook minister in de regering-Michel I werd. |
| Aldo Carcaci              | Parti Populaire | Luik              | Frans      | |
| Caroline Cassart-Mailleux | MR              | Luik              | Frans      | |
| Frédéric Daerden          | PS              | Luik              | Frans      | |
| Jacques Chabot            | PS              | Luik              | Frans      | Vervangt vanaf 9 november 2017 Willy Demeyer, die voltijds burgemeester van Luik wordt. |
| Julie Fernandez-Fernandez | PS              | Luik              | Frans      | |
| Gilles Foret              | MR              | Luik              | Frans      | |
| André Frédéric            | PS              | Luik              | Frans      | Voorzitter van de PS-fractie tot 14 oktober 2014 en vanaf 14 oktober 2014 ondervoorzitter. |
| Sarah Schlitz             | Ecolo           | Luik              | Frans      | Vervangt vanaf 18 oktober 2018 Muriel Gerkens, die zich kandidaat stelt bij de provincieraadsverkiezingen. Gerkens was tot 11 oktober 2018 voorzitter van de commissie Volksgezondheid, Leefmilieu en Maatschappelijke Hernieuwing.                                                                                |
| Philippe Goffin           | MR              | Luik              | Frans      | Vanaf 23 oktober 2014 voorzitter van de commissie Justitie. |
| Luc Gustin                | MR              | Luik              | Frans      | Vervangt vanaf 14 oktober 2014 Daniel Bacquelaine, die minister in de federale regering-Michel I werd. Bacquelaine was tot 11 oktober 2014 voorzitter van de MR-fractie. |
| Raoul Hedebouw            | PTB-go!         | Luik              | Frans      | |
| Kattrin Jadin             | MR              | Luik              | Frans      | De Duitstalige Jadin behoort tot de Franstalige taalgroep. Vanaf 21 september 2017 is ze voorzitter van de commissie belast met de Problemen Inzake Handels- en Economisch Recht. |
| Alain Mathot              | PS              | Luik              | Frans      | |
| Michel de Lamotte         | cdH             | Luik              | Frans      | Vervangt vanaf 23 april 2015 Melchior Wathelet, die actief wordt in het bedrijfsleven. |
| Vanessa Matz              | cdH             | Luik              | Frans      | |
| Sonja Becq                | CD&V            | Vlaams-Brabant    | Nederlands | Ondervoorzitter vanaf 14 oktober 2014. |
| Hans Bonte                | sp.a            | Vlaams-Brabant    | Nederlands | |
| Patricia Ceysens          | Open Vld        | Vlaams-Brabant    | Nederlands | |
| Inez De Coninck           | N-VA            | Vlaams-Brabant    | Nederlands | Bureaulid vanaf 11 oktober 2016. |
| Anne Dedry                | Groen           | Vlaams-Brabant    | Nederlands | Vanaf 18 oktober 2018 voorzitter van de commissie Volksgezondheid, Leefmilieu en Maatschappelijke Hernieuwing. |
| Theo Francken             | N-VA            | Vlaams-Brabant    | Nederlands | Werd van 14 oktober 2014 tot 9 december 2018 als minister in de federale regering-Michel I vervangen door Renate Hufkens. |
| Dirk Janssens             | Open Vld        | Vlaams-Brabant    | Nederlands | Vervangt vanaf 14 oktober 2014 Maggie De Block, die minister in de federale regering-Michel I werd |
| Karine Jiroflée           | sp.a            | Vlaams-Brabant    | Nederlands | |
| Jan Spooren               | N-VA            | Vlaams-Brabant    | Nederlands | |
| Luk Van Biesen            | Open Vld        | Vlaams-Brabant    | Nederlands | Voorzitter van de commissie Herziening van de Grondwet en Hervorming der Instellingen tot 23 oktober 2014. |
| Tim Vandenput             | Open Vld        | Vlaams-Brabant    | Nederlands | |
| Els Van Hoof              | CD&V            | Vlaams-Brabant    | Nederlands | Vervangt vanaf 14 oktober 2014 Koen Geens, die minister in de federale regering-Michel I werd |
| Eric Van Rompuy           | CD&V            | Vlaams-Brabant    | Nederlands | Bureaulid tot 17 juli 2014 en voorzitter van de commissie Financiën en Begroting. |
| Kristien Van Vaerenbergh  | N-VA            | Vlaams-Brabant    | Nederlands | Vanaf 11 oktober 2016 voorzitter van de commissie Herziening van de Grondwet en Hervorming der Instellingen. |
| Hendrik Vuye              | N-VA            | Vlaams-Brabant    | Nederlands | Zetelt van 22 september tot 27 oktober 2016 als onafhankelijke en vanaf 27 oktober 2016 in de Vuye&Wouters-fractie. Vuye was van 14 oktober 2014 tot 21 januari 2016 voorzitter van de N-VA-fractie en van 21 januari tot 11 oktober 2016 bureaulid.                                                               |
| Wouter Beke               | CD&V            | Limburg           | Nederlands | |
| Patrick Dewael            | Open Vld        | Limburg           | Nederlands | Tot 30 juni 2014 voorzitter van de Open Vld-fractie, voorzitter van de Kamer van 30 juni tot 14 oktober 2014 en vanaf 14 oktober 2014 opnieuw voorzitter van de Open Vld-fractie. |
| Karolien Grosemans        | N-VA            | Limburg           | Nederlands | Voorzitter van de commissie Landsverdediging. |
| Veerle Heeren             | CD&V            | Limburg           | Nederlands | Bureaulid van 17 juli tot 14 oktober 2014. |
| Werner Janssen            | N-VA            | Limburg           | Nederlands | |
| Meryame Kitir             | sp.a            | Limburg           | Nederlands | Voorzitter van de sp.a-fractie vanaf 2 oktober 2015. |
| Nele Lijnen               | Open Vld        | Limburg           | Nederlands | |
| Peter Luykx               | N-VA            | Limburg           | Nederlands | Ondervoorzitter tot 14 oktober 2014. |
| Steven Vandeput           | N-VA            | Limburg           | Nederlands | Werd van 14 oktober 2014 tot 12 november 2018 als minister in de federale regering-Michel I vervangen door Wouter Raskin. Vandeput was tot 11 oktober 2014 voorzitter van de commissie Infrastructuur, Verkeer en Overheidsbedrijven.                                                                              |
| Raf Terwingen             | CD&V            | Limburg           | Nederlands | Voorzitter van de CD&V-fractie tot 14 oktober 2014. |
| Peter Vanvelthoven        | sp.a            | Limburg           | Nederlands | |
| Veerle Wouters            | N-VA            | Limburg           | Nederlands | Zetelt vanaf 22 september tot 27 oktober 2016 als onafhankelijke en vanaf 27 oktober 2016 in de Vuye&Wouters-fractie. Wouters was van 21 januari tot 11 oktober 2016 voorzitter van de commissie Herziening van de Grondwet en Hervorming der Instellingen.                                                        |
| David Clarinval           | MR              | Namen             | Frans      | Van 23 oktober 2014 tot 21 september 2017 voorzitter van de commissie belast met de Problemen Inzake Handels- en Economisch Recht en voorzitter van de MR-fractie vanaf 4 september 2017. |
| Jean-Marc Delizée         | PS              | Namen             | Frans      | Tot 23 oktober 2014 voorzitter van de commissie Sociale Zaken en vanaf 23 oktober 2014 voorzitter van de commissie Bedrijfsleven, Wetenschapsbeleid, Onderwijs, Nationale Wetenschappelijke en Culturele Instellingen, Middenstand en Landbouw.                                                                    |
| Benoît Dispa              | cdH             | Namen             | Frans      | |
| Georges Gilkinet          | Ecolo           | Namen             | Frans      | |
| Gwenaëlle Grovonius       | PS              | Namen             | Frans      | |
| Stéphanie Thoron          | MR              | Namen             | Frans      | |
| Emmanuel Burton           | MR              | Waals-Brabant     | Frans      | |
| Marcel Cheron             | Ecolo           | Waals-Brabant     | Frans      | |
| Sybille de Coster-Bauchau | MR              | Waals-Brabant     | Frans      | |
| Michel Corthouts          | PS              | Waals-Brabant     | Frans      | Vervangt vanaf 4 oktober 2018 Stéphane Crusnière, die financieel en administratief directeur van de Régie Communale Autonome van Waver wordt. Crusnière verving vanaf 30 juli 2014 André Flahaut, die minister in de regering-Demotte III (Franse Gemeenschap) werd. Flahaut was ondervoorzitter tot 22 juli 2014. |
| Vincent Scourneau         | MR              | Waals-Brabant     | Frans      | Vervangt vanaf 14 oktober 2014 Charles Michel, die minister in de federale regering-Michel I werd |
| Benoît Lutgen             | cdH             | Luxemburg         | Frans      | |
| Benoît Piedboeuf          | MR              | Luxemburg         | Frans      | |
| Sébastian Pirlot          | PS              | Luxemburg         | Frans      | |
| Anne-Catherine Goffinet   | cdH             | Luxemburg         | Frans      | Vervangt vanaf 20 september 2018 Isabelle Poncelet, die de politiek verlaat. |

## Politiek bestuur
De plenaire vergadering van 30 juni 2014 heeft formeel het politieke bestuur verkozen in geheime stemming.

### Voorzitter van de Kamer
Er waren vier kandidaten: André Flahaut (PS), Siegfried Bracke (N-VA), Patrick Dewael (Open Vld) en Meyrem Almaci (Groen). Bij de eerste stemronde haalde Bracke 52 stemmen, Flahaut 36, Dewael 32 en Almaci 13. Omdat geen van de kandidaten een absolute meerderheid had, was er een tweede stemronde nodig. Na de eerste stemronde trokken André Flahaut en Meyrem Almaci hun kandidatuur in. Hierdoor stemden de meeste socialisten en groenen in de tweede ronde op Patrick Dewael, die de absolute meerderheid kon halen (86 stemmen). Siegfried Bracke haalde in de tweede stemronde 53 stemmen. Daarna werd Patrick Dewael voorzitter van de Kamer.
Dewael nam het voorzitterschap waar tot er in oktober 2014 een regeerakkoord gevormd werd. Daarbij beslisten de onderhandelaars om Siegfried Bracke van de N-VA te benoemen tot Kamervoorzitter.

### Bureau van de Kamer
De overige leden van het bureau worden eenparig aangesteld door de vergadering, zonder tegenkandidaten.
Het bureau van de Kamer tijdens het voorzitterschap van Patrick Dewael:  
- Voorzitter: Patrick Dewael (Open Vld)
- 1e Ondervoorzitter: Peter Luykx (N-VA)
- 2e Ondervoorzitter: André Flahaut (PS)
- 3e Ondervoorzitter: Françoise Schepmans (MR)

Het bureau van de Kamer tijdens het voorzitterschap van Siegfried Bracke:
- Voorzitter: Siegfried Bracke (N-VA)
- 1e Ondervoorzitter: André Frédéric (PS)
- 2e Ondervoorzitter: Françoise Schepmans (MR)
- 3e Ondervoorzitter: Sonja Becq (CD&V)

## Commissies
Dit zijn de vaste commissies tijdens deze legislatuur:
| Commissie | Voorzitter |
| --- | --- |
| Landsverdediging | Karolien Grosemans (N-VA) |
| Sociale Zaken | Vincent Van Quickenborne (Open Vld)                                                                                                 |
| Justitie | Philippe Goffin (MR) |
| Buitenlandse Betrekkingen                                                                                                   | Dirk Van der Maelen (sp.a) |
| Herziening van de Grondwet en de Hervorming van de Instellingen                                                             | Peter De Roover (N-VA) (tot januari 2016) Veerle Wouters (januari 2016-eind 2016) Kristien Van Vaerenbergh (N-VA) (sinds eind 2016) |
| belast met de problemen inzake handels- en economisch recht                                                                 | David Clarinval (MR) (tot september 2017) Kattrin Jadin (sinds september 2017)                                                      |
| Binnenlandse Zaken, Algemene Zaken en Openbaar Ambt                                                                         | Brecht Vermeulen (N-VA) |
| Bedrijfsleven, Wetenschapsbeleid, Onderwijs, Nationale Wetenschappelijke en Culturele Instellingen, Middenstand en Landbouw | Jean-Marc Delizée (PS) |
| Financiën en Begroting | Eric Van Rompuy (CD&V) |
| Infrastructuur, Verkeer en Overheidsbedrijven                                                                               | Karine Lalieux (PS) |
| Volksgezondheid, Leefmilieu en Maatschappelijke Hernieuwing                                                                 | Muriel Gerkens (Ecolo-Groen) (tot oktober 2018) Anne Dedry (vanaf oktober 2018)                                                     |

Daarnaast zijn er een aantal bijzondere of andere soorten commissies. De volgende hiervan zijn opgericht tijdens de legislatuur naar aanleiding van een noemenswaardige gebeurtenis:
| Commissie                                   | Type                 | Voorzitter                                                                                              | Opgericht op     | Onderwerp/Aanleiding |
| ------------------------------------------- | -------------------- | --- | ---------------- | --- |
| Dieselgate                                  | Bijzondere commissie | Kattrin Jadin (MR)                                                                                      | 22 oktober 2015  | het Dieselgate-schandaal over de uitstoot van wagens |
| Terrorismebestrijding                       | Tijdelijke commissie | Koen Metsu (N-VA)                                                                                       | 26 november 2015 | maatregelen (wetswijzigingen) om terrorisme beter te bestrijden; opgericht na de aanslagen in Parijs                                                                          |
| Terroristische aanslagen                    | Onderzoekscommissie  | Patrick Dewael (Open Vld)                                                                               | 14 april 2016    | de aanslagen in Brussel op 22 maart 2016 (reconstructie van de feiten, onderzoek naar de werking van de veiligheidsstructuur en analyse van de radicalisering)                |
| internationale fiscale fraude/Panama Papers | Bijzondere commissie | Ahmed Laaouej (PS)                                                                                      | 21 april 2016    | de uitgelekte Panama Papers over belastingontwijking |
| Optima                                      | Onderzoekscommissie  | Eric Van Rompuy (CD&V)                                                                                  | 7 juli 2016      | het faillissement van Optima Bank |
| Minnelijke schikking in strafzaken          | Onderzoekscommissie  | Francis Delpérée (cdH) (van 1 tot 22 december 2016) Dirk Van der Maelen (sp.a) (vanaf 22 december 2016) | 1 december 2016  | "Kazachgate"; het ontstaan van de wet van 14 april 2011 houdende diverse bepalingen, voor wat de minnelijke schikking in strafzaken betreft (de uitbreiding van de afkoopwet) |

## Belangrijke wetgeving
Tijdens deze legislatuur werd de Belgische Grondwet tweemaal gewijzigd.
| Wet | Publicatiedatum   | Indiener(s) | Opmerkingen |
| --- | ----------------- | --- | --- |
| Wet van 10 augustus 2015 tot verhoging van de wettelijke leeftijd voor het rustpension, de voorwaarden voor de toegang tot het vervroegd pensioen en de minimumleeftijd voor het overlevingspensioen | 21 augustus 2015  | regering-Michel I | Verhoging de pensioenleeftijd in België van 65 naar 67 jaar. Koning Filip ondertekende deze wet in het buitenland, namelijk in Poitiers in Frankrijk. |
| Wet van 19 oktober 2015 houdende wijziging van het burgerlijk procesrecht en houdende diverse bepalingen inzake justitie | 22 oktober 2015   | regering-Michel I | Wet Potpourri I, een eerste in een reeks hervormingswetten voor Justitie.                                                                             |
| Wet van 5 februari 2016 tot wijziging van het strafrecht en de strafvordering en houdende diverse bepalingen inzake justitie | 19 februari 2016  | regering-Michel I | Wet Potpourri II, die onder meer het hof van assisen tot een zeldzaamheid herleidde. Later op dit punt werd vernietigd door het Grondwettelijk Hof.   |
| Wet van 25 december 2016 houdende instemming met de Overeenkomst van Parijs, gedaan te Parijs op 12 december 2015 | 26 april 2017     | regering-Michel I | Instemming van België met het klimaatakkoord van Parijs van 2015.                                                                                     |
| Wet van 25 december 2016 betreffende de verwerking van passagiersgegevens | 25 januari 2017   | regering-Michel I | |
| Wet van 25 december 2016 tot wijziging van de artikelen 335 en 335ter van het Burgerlijk Wetboek betreffende de wijze van naamsoverdracht aan het kind | 30 december 2016  | regering-Michel I | Reparatiewet op de dubbele familienaam. |
| Wet van 25 juni 2017 tot hervorming van regelingen inzake transgenders wat de vermelding van een aanpassing van de registratie van het geslacht in de akten van de burgerlijke stand en de gevolgen hiervan betreft                                                                                        | 10 juli 2017      | regering-Michel I | Transgenderwet. |
| Wet van 31 juli 2017 tot wijziging van het Burgerlijk Wetboek wat de erfenissen en de giften betreft en tot wijziging van diverse andere bepalingen ter zake | 1 september 2017  | Carina Van Cauter, Sonja Becq, Philippe Goffin en Sarah Smeyers                                                                            | Hervorming van het erfrecht. |
| Wet van 18 september 2017 tot voorkoming van het witwassen van geld en de financiering van terrorisme en tot beperking van het gebruik van contanten | 6 oktober 2017    | regering-Michel I | Antiwitwaswet. |
| Wet van 18 oktober 2017 betreffende het onrechtmatig binnendringen in, bezetten van of verblijven in andermans goed | 6 november 2019   | Carina Van Cauter, Egbert Lachaert, Vincent Van Quickenborne, Sophie De Wit, Sarah Smeyers en Kristien Van Vaerenbergh                     | Krakerswet. Het kraken van een woning wordt strafbaar.                                                                                                |
| Wet van 21 november 2017 betreffende compensaties ten gunste van bedrijven getroffen door de fipronilcrisis | 15 december 2017  | regering-Michel I | Fipronilwet. Wetgevend optreden in het kader van de Fipronilcrisis van 2017.                                                                          |
| Wet 10 december 2017 houdende instemming met het Verdrag tussen het Koninkrijk België en het Koninkrijk der Nederlanden voor de aanpassing van de grens tussen de Nederlandse gemeenten Eijsden-Margraten en Maastricht en de Belgische stad Wezet, en de Bijlage, gedaan te Amsterdam op 28 november 2016 | 29 januari 2018   | regering-Michel I | Wet tot instemming van het Grenscorrectieverdrag van 2016 tussen België en Nederland. België werd hierdoor enkele vierkante meter kleiner.            |
| Herziening van artikel 12 van de Grondwet (24 oktober 2017) | 29 november 2017  | Francis Delpérée, Meryame Kitir, Peter De Roover, Denis Ducarme, Servais Verherstraeten en Patrick Dewael                                  | Verlenging van de aanhoudingstermijn van 24 naar 48 uur.                                                                                              |
| Wet van 3 december 2017 tot oprichting van de Gegevensbeschermingsautoriteit | 10 januari 2018   | regering-Michel I | Oprichtingswet van de Gegevensbeschermingsautoriteit.                                                                                                 |
| Wet van 25 december 2017 tot hervorming van de vennootschapsbelasting | 29 december 2017  | Peter De Roover, David Clarinval, Servais Verherstraeten, Patrick Dewael                                                                   | Hervorming van de vennootschapsbelasting. |
| Wet van 11 juni 2018 tot invoering van de Gecoördineerde Universele Tijd (UTC) als basis voor de wettelijke tijd in België | 10 september 2018 | Leen Dierick, Roel Deseyn, Vincent Van Peteghem, Stefaan Vercamer, Caroline Cassart-Mailleux, Johan Klaps, Bert Wollants en Werner Janssen | Wet universele tijd. België stapt over van de Greenwich Mean Time (GMT) naar de UTC.                                                                  |
| Wet van 15 oktober 2018 betreffende de vrijwillige zwangerschapsafbreking, tot opheffing van de artikelen 350 en 351 van het Strafwetboek, tot wijziging van de artikelen 352 en 383 van hetzelfde Wetboek en tot wijziging van diverse wetsbepalingen                                                     | 29 oktober 2018   | regering-Michel I | Abortuswet. Abortus wordt uit het Strafwetboek gehaald.                                                                                               |
| Wet van 12 mei 2019 tot oprichting van een Federaal Instituut voor de bescherming en de bevordering van de rechten van de mens | 21 juni 2019      | Sonja Becq, Raf Terwingen, Vincent Van Peteghem, Els Van Hoof, Richard Miller, Damien Thiéry, Georges Dallemagne                           | Oprichtingswet van het Mensenrechteninstituut. |